# Pierre Dørge
Pierre Dørge (Kopenhagen, 28 februari 1946) is een Deense jazzgitarist en componist.

## Biografie
Reeds als tiener won Dørge met zijn eerste band prijzen tijdens jazzconcoursen van de Deense radio. Eind jaren 1960 concentreerde de gitarist zich op experimentele muziek en was hij lid van Cadentia Noca Danica van John Tchicai. Ellington-sounds en freejazz, Afrikaanse muziek en eigentijdse composities vormden de basis voor het werk in zijn in 1978 geformeerde kwartet Thermaenius, waartoe de percussioniste Marilyn Mazur en zijn echtgenote, de toetseniste Irene Becker behoorden. Hij speelde verder als jazzgitarist in kleine bands met Walt Dickerson, Johnny Dyani, John Stevens, Khan Jamal en andere jazzmuzikanten.
In 1980 formeerde hij het New Jungle Orchestra, dat hij tot heden leidt. Deze bigband met muzikanten uit verschillende landen van Europa, Afrika en Amerika telt tot de meest originele Europese grote formaties op het gebied van de jazz. Daartoe behoorden o.a. Marilyn Mazur, Harry Beckett, Johnny Dyani, John Tchicai, Jesper Zeuthen en Hamid Drake. Als gastsolisten werkten ook David Murray (The Jazzpar Prize, 1991) en Ray Anderson (2004) mee. Dørge liet zich voor het repertoire van het orkest inspireren door jazzmuzikanten als Duke Ellington, Ornette Coleman, Charles Mingus, maar ook door Frank Zappa, Béla Bartók en Igor Strawinsky en door etnische muziekculturen, Arabische-, West- en Zuid-Afrikaanse- en Balinese muziek. Van 1993 tot 1996 representeerde de band als staatsensemble Denemarken en speelden ze als een soort cultuurambassadeur voor Nelson Mandela, maar ook in Brazilië, China en Australië.
Met Irene Becker componeerde Dørge ook de muziek voor de Zweedse kinderserie Eva och Adam. Hij componeerde bovendien de opera Chinese Compass, die in 1998 tijdens het Aarhus International Art Festival in première ging.

## Discografie
- 1978: Landscape with Open Door (SteepleChase Records)
- 1987: Pierre Dørge & New Jungle Orchestra: Johnny Lives (SteepleChase Records)
- 1987: Pierre Dørge-Morten Carlsen-Irene Becker-Hamid Drake: La Luna (Olufsen Records)
- 1987: Very Hot - Even the Moon Is Dancing (SteepleChase Records, met Harry Beckett, John Tchicai, Johnny Dyani, Marilyn Mazur)
- 1990: Pierre Dørge & New Jungle Orchestra: Live in Chicago (Olufsen Records)
- 2000: Zig Zag Sinfoni (Stunt Records)
- 2004: Pierre Dørge & New Jungle Orchestra: Dancing Cheek to Cheek (Stunt Records)
- 2008: Pierre Dørge & New Jungle Orchestra: At the Royal Playhouse (SteepleChase Records, met Josefine Cronholm, Shashank Subramanyam & Dawda Jobarteh)
- 2013: Pierre Dørge & New Jungle Orchestra: Tjak Tjaka Tchicai (SteepleChase Records)